# Abdulrahman al-Azemi
Abdulrahman al-Azemi (* 3. November 2001) ist ein kuwaitischer Leichtathlet, der sich auf den Speerwurf spezialisiert hat und in dieser Disziplin Inhaber des kuwaitischen Landesrekordes ist.

## Sportliche Laufbahn
Erste internationale Erfahrungen sammelte Abdulrahman al-Azemi im Jahr 2022, als er bei den Islamic Solidarity Games in Konya mit 68,41 m den vierten Platz im Speerwurf belegte. Im Jahr darauf gewann er bei den Westasienmeisterschaften in Doha mit 66,23 m die Silbermedaille hinter dem Iraker Karrar Raad Mehdi und anschließend gewann er bei den Arabischen U23-Meisterschaften in Radès mit 69,10 m die Bronzemedaille. Daraufhin sicherte er sich bei den Arabischen Meisterschaften in Marrakesch mit neuem Landesrekord von 71,84 m die Silbermedaille hinter dem Ägypter Moustafa Mahmoud und gewann kurz darauf mit 70,83 m die Bronzemedaille bei den Panarabischen Spielen in Algier hinter dem Ägypter Ihab Abdelrahman und Ali Essa Abdelghani aus Saudi-Arabien. Im Oktober wurde er bei den Asienspielen in Hangzhou mit 71,41 m Achter. 2024 gewann er bei den Westasienmeisterschaften in Basra mit 71,62 m die Bronzemedaille hinter dem Saudi-Araber Ali Essa Abdelghani und Sadegh Khademi aus Iran und im Jahr darauf belegte er bei den Asienmeisterschaften in Gumi mit neuem Landesrekord von 73,87 m den zehnten Platz.
2022 wurde al-Azemi kuwaitischer Meister im Speerwurf.